# Ultimate Marvel
Ultimate Marvel es un sello editorial de Marvel Comics, en el que se reedita y actualiza a los principales superhéroes de la compañía, incluyendo a Spider-Man, los X-Men, Los Vengadores y los 4 Fantásticos. Esta línea editorial se lanzó en el año 2000 con la publicación de las series Ultimate Spider-Man y Ultimate X-Men. Los personajes tenían nuevos orígenes, lo cual les liberaba de los múltiples años de enrevesada continuidad que tenían los personajes originales a sus espaldas, facilitando así la familiarización a los nuevos lectores. Este universo ha sido designado como "Tierra-1610" dentro del Multiverso Marvel, el cual incluye un número infinito de universos alternativos.
El sello de Ultimate Marvel ha sido relanzado tras la conclusión de la saga Ultimatum, bajo el nuevo nombre de "Ultimate Comics".

## Historia
El sello se lanzó en el año 2000, con la publicación de Ultimate Spider-Man, seguido de Ultimate X-Men y The Ultimates, en el año 2001. Finalmente, en el 2004 salió a la luz Ultimate Fantastic Four, empezando así los cuatro grandes pilares del Universo Ultimate. Antes de su lanzamiento, se barajó el nombre de Tierra Cero (en inglés, Ground Zero). 
Mientras que alguna de las series, como Ultimate Spider-Man, parecía destinada a un público más juvenil que el resto de las series Marvel, otras, como The Ultimates, estaban destinadas a un mercado más adulto. Sea como fuere, la línea Ultimate en general fue creada para atraer a nuevos lectores, alejados de la base de lectores de Marvel habitual, que, a pesar de todo, aceptó sin reparos el nuevo universo.
Las historias y personajes de la línea Ultimate han sido adaptadas para reflejar las diferencias entre el los personajes clásicos y unos más actuales, ya que los primeros fueron en su mayoría creados durante la década de los 60 y 70. Por ejemplo, el Spider-Man del universo Ultimate gana sus poderes gracias a la mordedura de una araña modificada genéticamente, y no radioactiva. Su alter ego, Peter Parker, era originalmente un fotógrafo del Daily Bugle, mientras que en la nueva línea es un trabajador parcial, ayudante del servidor informático del periódico. Otro de los aspectos más notorios del universo Ultimate Marvel es que muchos de los protagonistas son más jóvenes que sus contrapartidas de la continuidad original. En algunos casos, esto es debido a llevar a los personajes de nuevo a sus orígenes (Spider-Man, la Antorcha humana y los X-Men eran adolescentes al comienzo de sus respectivas series), pero en otros casos incluye cambios más radicales. El más llamativo es el de los 4 Fantásticos, en el que su historia se comprime, y Reed Richards tiene solo 21 años en el momento de su transformación.
Los personajes de esta línea existen fuera del universo Marvel regular, en la Tierra-616, y por ello no interactúan con sus homólogos de la versión original. En una ocasión, Marvel dio a entender que se estaba planeando un crossover entre los dos mundos. Este evento debería ocurrir en el número 21 de Ultimate Fantastic Four (julio de 2005), aunque resultó ser una falsa pista por parte de la editorial, ya que en ese número no se cruzaron con los personajes de Tierra-616, si no con una tierra similar tomada por los zombis. Desde entonces, el editor jefe de Marvel, Joe Quesada, ha reiterado su afirmación inicial de que los dos universos no se cruzarían, ya que eso significaría que “Marvel se ha quedado oficialmente sin ideas”.
En los primeros años de existencia del sello Ultimate, muchos lectores especularon sobre la posibilidad de que, debido al gran éxito cosechado, Marvel declarara el universo Ultimate como el "oficial", reemplazando a la continuidad tradicional. La fuerza de este rumor ha ido disminuyendo con el tiempo, ya que Marvel no ha dado ninguna señal de cancelar la continuidad de la Tierra-616. A pesar de todo, desde diciembre de 2005 hasta principios de 2007, Marvel publicó una campaña publicitaria en todos los títulos del universo Ultimate con el eslogan "Ultimate Marvel: The Gold Standar" (en español: "Ultimate Marvel: El estándar dorado")
Entre los escritores más notorios que han colaborado con la creación de este universo se encuentran Brian Michael Bendis (Ultimate Spider-Man y Ultimate Fantastic Four), Warren Ellis (Ultimate Galactus Trilogy y Ultimate Fantastic Four), Orson Scott Card (Ultimate Iron Man) y Mark Millar (The Ultimates, Ultimate X-Men y Ultimate Fantastic Four). Joe Quesada y el antiguo presidente Bill Jemas también estuvieron involucrados en la creación de la línea. La idea original vino por un escrito de Warren Ellis en 1997, en el que describía los cuatro movimientos en el mundo de los cómics y el uso del pasado para reinventar nuevos cuentos, ya que él prevé que los nuevos escritores llevarían un enfoque más moderno de Los 4 Fantásticos, tomando el pasado como trampolín. Grant Morrison estuvo también involucrado en la concepción del sello, pero no escribió ningún título. Colaboró en la creación de Ultimate Fantastic Four, y estuvo a punto de escribirla, pero su salida de Marvel Comics y un contrato exclusivo con la editorial DC Comics lo hicieron imposible.

## Línea cronológica
A continuación se muestra una línea cronológica según los datos aportados en los propios cómics. Se considera el año 0 aquel en el que se publicó Ultimate Spider-Man, el 2000.

### 1942
El presidente de los Estados Unidos aprueba la investigación para crear el súper-soldado. Para ello, se elige al Dr. Erskine, quien dirigirá el proyecto Renacimiento en Estados Unidos. Canadá, por su parte, iniciará una contrapartida a este proyecto, dirigida por el Dr. Corneliuss.
Steve Rogers, un joven enclenque, decide alistarse en el ejército. Debido a su constitución débil y enfermiza es rechazado, pero Rogers no se rinde en su empeño por servir a su país. Finalmente es elegido como sujeto de pruebas para el proyecto Renacimiento.

### 1943
Nick Fury y James Howlett son arrestados durante la Segunda Guerra Mundial por crímenes de guerra. Fury es elegido como conejillo de indias para iniciar el proyecto Renacimiento. Tras varios intentos fallidos, el experimento con el suero tiene éxito, naciendo así el primer súper soldado. Nick Fury escapa, ofendido por el hecho de que la mayoría de los sujetos de prueba fueran personas negras.
James Howlett, canadiense, es devuelto a su país, donde tiene el mismo destino que Fury, ser utilizado como conejillo de indias. Sin embargo, los efectos son inesperados, y el resultado es el nacimiento del primer mutante, denominado como sujeto 0.
Meses más tarde, tras varios intentos frustrados, el Dr. Erskine vuelve a tener éxito creando un súper-soldado, Steve Rogers. Tras el experimento, es asesinado por un espía nazi infiltrado en las instalaciones. Con él mueren todos los datos de los proyecto, ya que Erskine los retenía en su cerebro, con pocas notas confusas e inconclusas. Steve Rogers se convierte en el Capitán América.

### 1944
El Capitán América destruye un tren que transportaba armas alienígenas a los alemanes. 

### 1945
Armin Zola es puesto a cargo del proyecto alemán para la creación de un súper-soldado, llamado Nazi-X. Para ello, utiliza como conejillos de indias a prisioneros de guerra de otros países. El Capitán América destruye su laboratorio, liberando a los sujetos de prueba y descubriendo que los alemanes habían tenido éxito en la creación de armas alienígenas.
Durante un permiso en Estados Unidos, Steve Rogers deja embarazada a su novia Gail, futura esposa del mejor amigo de Rogers, James "Bucky" Barnes. El hijo es inmediatamente requisado por el gobierno, para realizarle pruebas y verificar si mantiene las habilidades sobrehumanas de su padre. 
De nuevo en combate, el Capitán América logra destruir universo potente arma alienígena, pero termina en el fondo del mar, congelado, y su cuerpo alcanza un estado de hibernación. El resto del mundo le da por muerto.

### 1946
Los experimentos para la creación del mutante 0 alcanzan la fase final. Gracias a los poderes especiales de curación desarrollados en James Howlett se le implanta un esqueleto de adamantium que lo hace prácticamente indestructible. Asimismo, el gen mutante empieza a extenderse por el resto del mundo.

### 1952
El hijo del Capitán América, en apariencia dócil y obediente, se escapa de la base secreta donde estaba recluido por el gobierno, matando a las 247 personas de las instalaciones. Tratando de eliminar la herencia de su padre, se arranca su propia cara, convirtiéndose en el Cráneo Rojo.

### 1982
María Cerrera, una eminente bióloga, realiza experimentos sobre la regeneración humana. Howard Stark, uno de los ingenieros más destacados y dueño de Industrias Stark, crea una bioarmadura que protege al cuerpo contra los impactos, pero que corroe tanto metales como la propia piel del usuario. Ambos llegan a un acuerdo para ayudarse a resolver sus problemas. 
Loni Stark, esposa de Howard, se divorcia de su marido, llevándose consigo planos y patentes de la compañía a Zebediah Stane, rival directo de Stark.

### 2010
María Cerrera está infectada con uno de sus experimentos. Su cuerpo se puede regenerar, pero su cerebro crece, dejándole con pocos meses de vida. Descubre que está embarazada de Howard. 
Por su parte, Zebediah Stane consigue apoderarse de Industrias Stark, haciéndose así dueño de todos sus productos. Sin embargo, gracias a una triquiñuela legal, no tiene poder sobre la bioarmadura de Howard. 
Finalmente María Cerrera muere debido a su enfermedad. Gracias a las avanzadas máquinas diseñadas por Howard, consiguen salvar al bebe, al que su padre llama Antonio, en memoria de un hermano de María. Desafortunadamente, Tony sufre trastornos relacionados con la enfermedad de su madre. Su cuerpo sufre por el mero contacto de cualquier sustancia con su piel, incluyendo partículas de polvo. Para contrarrestarlo, Howard rocía a su hijo con su nueva bioarmadura, la cual evita que sufra y no corroe la piel, pero que se degrada con el paso del tiempo, obligándole a aplicar la armadura cada cierto tiempo. Padre e hijo se ven obligados a esconderse, pues Zebediah ansía la fórmula de la bioarmadura.

### 25 años después
Erik Lehnsherr es un niño mutante con el poder de controlar el metal, que vive en las instalaciones canadienses donde se experimenta con James Howlett. Por mero aburrimiento, y queriendo probar sus capacidades, libera a Howlett y mata a sus padres y varios miembros del complejo.

### 24 años después
Zebediah Stane es finalmente detenido por intentar secuestrar a Tony Stark. Howard mejora la bioarmadura, pasando de ser de color azul al color de la piel, y permitiendo el crecimiento del cabello, dándole así a su hijo la posibilidad de tener una vida normal. Loni Stark, exmujer de Howard y madre del hijo de Zebediah, Obadiah Stane, se hace con el control de la Corporación Stane.

### 21 años después
Nacen Reed Richards, Sue Storm y Ben Grimm, que más tarde fundarían Los 4 Fantásticos.

### 16 años después
Erik Lehnsherr conoce a Charles Xavier, un mutante con habilidades telepáticas. Curiosamente, el poder mental de Xavier no funciona en Lehnsherr. Ambos coinciden en sus posturas sobre la causa mutante, por lo que se juntan para luchar por sus derechos. 
Nace Johnny Storm, hermano menor de Sue Storm, y amigo de Peter Parker, futuro Spider-Man.

### 14 años después
Erik y Charles crean la Hermandad de Mutantes y junto a otros mutantes se mueven a la Tierra Salvaje, un reducto selvático tropical, con animales prehistóricos, situado en la Antártida. 
Tony Stark, por su parte, comienza a construir la armadura que le convertirá en Iron Man. Gracias a su intelecto se muda al edificio Baxter, donde dispone de alta tecnología. Allí coincide con Reed Richards,  Victor Von Doom y Obadiah Stane.

### Continuación
Ocurren varios eveentos, como la muerte de millones, entre los que se encuentran héroes como Daredevil o Doctor Strange. Spider-Man muere a manos del Duende Verde pero él tiene un sucesor: Miles Morales; y otros eventos crossover como el engaño a Reed Richards para su llegada a Marvel Zombies, donde luchan contra la versión zombi del Marvel clásico; o también de los más recientes: Spider-Men, donde Amazing Spider-Man, por error llega a Ulimate gracias a Mysterio, y tiene una aventura con Ultimate New Spider-Man.
Otros como el Ultimátum, donde Magneto creó una horda de males en New York, siendo vencido por la mayoría de los héroes, y donde Mr. Fantastic se vuelve loco.

### Cataclysm
Sin embargo, el más importante es el evento Cataclysm, ya que involucra tanto Ultimate Marvel como Marvel Universe, y es acerca de las consecuencias de los abusos con los viajes en el tiempo del Marvel clásico, cosa que destruyó el espacio-tiempo, y una consecuencia es la llegada de Galactus (revelando que es peor que su contraparte Ultimate), para consumir la Tierra de Ultimate Marvel, pero es enviado a la Zona-N igual que en 616.

### Secret Wars
Cuando las incursiones en el multiverso colapsan, la Tierra 616 estalla con este universo, destruyendo y mezclando otras realidades. Así, este universo no volverá a existir junto con otros mundos y se llamará Battleworld.

### Spider-Men II
Hacia finales de 2017, en la miniserie de 5 números llamada Spider-Men II se nos muestra como el Universo Ultimate está de vuelta.

### 2018-20
En la serie de Venom escrita por Donny Cates se deja ver que el Reed Richards del Universo Ultimate, el trata de volver a su tierra a lo largo de la serie. 
En el número 26 de Venom el Maker (Reed Richards del universo Ultimate) se une con el simbonte Venom de su tierra y hace un salto a su tierra, la cual está destruida a lo que el reacciona con una sonrisa.

## Publicaciones

### Ultimate
- The Ultimates
  - The Ultimates #1-#3
- Ultimate Fantastic Four
- Ultimate Spider-Man
- Ultimate X-Men
- Ultimate Iron Man
- Ultimate Daredevil & Elektra
- Ultimate Wolverine vs. Hulk
- Ultimate Galactus Trilogy

### Ultimate Comics
- Ultimate Comics: Avengers (2009-2011)
- Ultimate Comics: New Ultimates (2010-2011)
- Ultimate Comics: Spider-Man (2009-2011)
- Ultimate Comics X-Men